# Campionati del mondo di ciclocross 2025 - Gara femminile Elite
La ventiseiesima edizione della gara femminile Elite dei Campionati del mondo di ciclocross si svolse il 1º febbraio 2025 con partenza ed arrivo da Liévin, in Francia, su un percorso iniziale di 150 m più un circuito di 2,8 km da ripetere 6 volte per un totale di 16,95 km. La vittoria fu appannaggio dell'olandese Fem van Empel, la quale terminò la gara in 54'29", alla media di 18,664 km/h, precedendo le connazionali Lucinda Brand e Puck Pieterse, stesso podio dello scorso anno.
Partenza con 35 cicliste accreditate, delle quali 33 portarono a termine la competizione.

## Squadre partecipanti
| N.        | Cod. | Squadra     |
| --------- | ---- | ----------- |
| 1-9       | NED  | Paesi Bassi |
| 11-13     | BEL  | Belgio      |
| 14-16     | CAN  | Canada      |
| 17-23     | FRA  | Francia     |
| 24        | USA  | Stati Uniti |
| 25        | GER  | Germania    |
| 26-28     | ESP  | Spagna      |
| 29-30, 32 | ITA  | Italia      |
| 33-34     | POL  | Polonia     |
| 35        | AUT  | Austria     |
| 36        | HUN  | Ungheria    |
| 37        | DEN  | Danimarca   |

## Ordine d'arrivo (Top 10)
| Pos. | Corridore            | Squadra     | Tempo   |
| ---- | -------------------- | ----------- | ------- |
| 1    | Fem van Empel        | Paesi Bassi | 54'29"  |
| 2    | Lucinda Brand        | Paesi Bassi | a 18"   |
| 3    | Puck Pieterse        | Paesi Bassi | a 1'09" |
| 4    | Inge van der Heijden | Paesi Bassi | a 1'31" |
| 5    | Blanka Vas           | Ungheria    | a 1'56" |
| 6    | Sara Casasola        | Italia      | a 2'11" |
| 7    | Ceylin Alvarado      | Paesi Bassi | a 2'36" |
| 8    | Hélène Clauzel       | Francia     | a 2'51" |
| 9    | Sanne Cant           | Belgio      | a 2'53" |
| 10   | Amandine Fouquenet   | Francia     | a 2'58" |